# Latrodectus pallidus
Espèce
Synonymes
- Latrodectus pallidus pavlovskii Charitonov, 1954

Latrodectus pallidus est une espèce d'araignées aranéomorphes de la famille des Theridiidae.

## Distribution
Cette espèce se rencontre en Turquie, en Géorgie, en Iran, en Asie centrale, du Cap-Vert à la Libye et en Afrique du Sud.

## Description
Les mâles mesurent de 3,5 à 5,5 mm et les femelles de 11 à 13 mm

## Systématique et taxinomie
Cette espèce a été décrite par O. Pickard-Cambridge en 1872.
Latrodectus pallidus pavlovskii a été placée en synonymie par Levi en 1959.

## Publication originale
- O. Pickard-Cambridge, 1872 : « General list of the spiders of Palestine and Syria, with descriptions of numerous new species, and characters of two new genera. » Proceedings of the Zoological Society of London, vol. 1871, p. 212-354 (texte intégral).